# Пашалич, Марко
Ма́рко Па́шалич (хорв. Marco Pašalić; род. 14 сентября 2000, Карлсруэ, Баден-Вюртемберг) — хорватский футболист, вингер клуба «Орландо Сити» и сборной Хорватии.

## Клубная карьера
Пашалич — воспитанник клубов «Хоффенхайм», «Карлсруэ» и «Штутгарт». В 2020 году он дебютировал за дублирующий состав последних. Летом 2021 года Марко перешёл в дортмундскую «Боруссию». 17 августа в поединке Суперкубка Германии против «Баварии» Пашалич дебютировал за основной состав. 8 ноября 2022 года в матче против «Вольфсбурга» он дебютировал в Бундеслиге. Летом 2023 года Пашалич перешёл в «Риеку». 22 июля в матче против «Рудеша» он дебютировал в чемпионате Хорватии. 3 августа в поединке квалификации Лиги конференций против косовского «Дукаджини» Марко забил свой первый гол за «Риеку». 

## Международная карьера
18 ноября 2023 года в отборочном матче чемпионата Европы 2024 против сборной Латвии Пашалич дебютировал за сборную Хорватии.